# Klepaczka (powiat kłobucki)
Klepaczka – wieś w Polsce położona w województwie śląskim, w powiecie kłobuckim, w gminie Wręczyca Wielka.
W latach 1975–1998 miejscowość należała administracyjnie do województwa częstochowskiego.
Miejscowość położona jest na południowy zachód od Wręczycy Wielkiej. Podlega parafii św. Mikołaja w Truskolasach, należy do obwodu szkolnego Zespołu Szkół w Truskolasach.
W Klepaczce znajduje się maszt radiowy RTCN Klepaczka o wysokości 340 metrów.

## Historia
Po raz pierwszy Klepaczka wymieniona jest (jako kuźnica) w 1626 roku, w akcie erekcyjnym parafii truskolaskiej. Obszar należący dzisiaj do wsi Klepaczka przed 1860 rokiem stanowił, wspólnie z ziemiami wsi Piła, majątek ziemski – dwór. Dzisiejsza wieś powstała z dwóch osiedli: Klepaczki i Bednarzy. Nazwę pierwszego z nich wywodzi się od małej huty, w której w której wyrabiano (klepano) łyżki, inne źródła dopatrują się związku nazwy z procesem oczyszczania – klepania – włókna lnu i konopi. Nazwa drugiego osiedla nawiązuje do zamieszkujących je bednarzy wyrabiających drewniane naczynia dla dworu. Zabudowania Klepaczki (około 5 chat) mieściły się obok wspomnianej huty, która stała nad rzeką Bieżeńką, zaś kilka chat Bednarzy znajdowało się w pobliżu granicy z gromadą Truskolasy. Klepaczkę i Bednarze łączyła droga.
Za Królestwa Polskiego istniała gmina Klepaczka. W roku 1865 dokonano uwłaszczenia obu osiedli i scalono je. Nowa wieś zaczęła się rozbudowywać nad nową drogą prowadzącą do Truskolasów – w ten sposób Klepaczka powstała w jednej linii ciągłej. Na miejscu starej huty wybudowano młyn wodny, do którego przydzielono pas ziemi od strumyka wschodniego. Z biegiem czasu i ta ziemia została podzielona na działki i nadana chłopom. Była to tzw. Mała Kolonia Młyńska, która połączona z główną wsią nosi dzisiaj jedną wieś – Klepaczkę.

### Historia szkolnictwa
Pierwszą szkołę w Klepaczce założono w 1913 roku. Do tego czasu kilku chłopców uczęszczało do szkoły w Truskolasach. Początkowo lekcje odbywały się w prywatnych mieszkaniach. Dopiero w 1934 nauczyciel szkoły powszechnej w Pile, Franciszek Korzekwa, wybudował na kupionym przez siebie kawałku ziemi w Klepaczce dom dostosowany do potrzeb szkoły. Mieściły się w nim trzy sale lekcyjne i mieszkanie dla nauczyciela. Na rok szkolny 1939/40 do szkoły zapisało się 240 dzieci. Funkcjonowanie szkoły przerwał wybuch II wojny światowej.
Budynek, w którym znajdowała się szkoła, przetrwał okres okupacji, chociaż sama wieś została w 90% zniszczona. Zatem po zakończeniu wojny nauczanie szybko wznowiono. W roku 1950 Inspektorat Szkolny w Częstochowie zlikwidował obwód szkolny w Klepaczce, włączając wieś do obwodu szkolnego w Długim Kącie. Taki stan istniał do roku 1956, kiedy to dzięki staraniom Franciszka Korzekwy i jednostki OSP rozpoczęto budowę domu kultury, w którym swoją siedzibę miała mieć też szkoła. Obwód szkolny w Klepaczce został przywrócony, a 27 sierpnia 1961 oddano do użytku osobny budynek. Z powodu małej liczby uczniów stopniowo zmniejszano liczbę oddziałów, a dzieci kontynuowały naukę w szkole w Truskolasach. W latach 90. Rada Gminy postanowiła całkowicie zlikwidować szkołę w Klepaczce. Przez kilka lat działało tam jeszcze przedszkole, obecnie dzieci ze wsi uczęszczają do przedszkola i Zespołu Szkół w Truskolasach.

### Historia OSP w Klepaczce

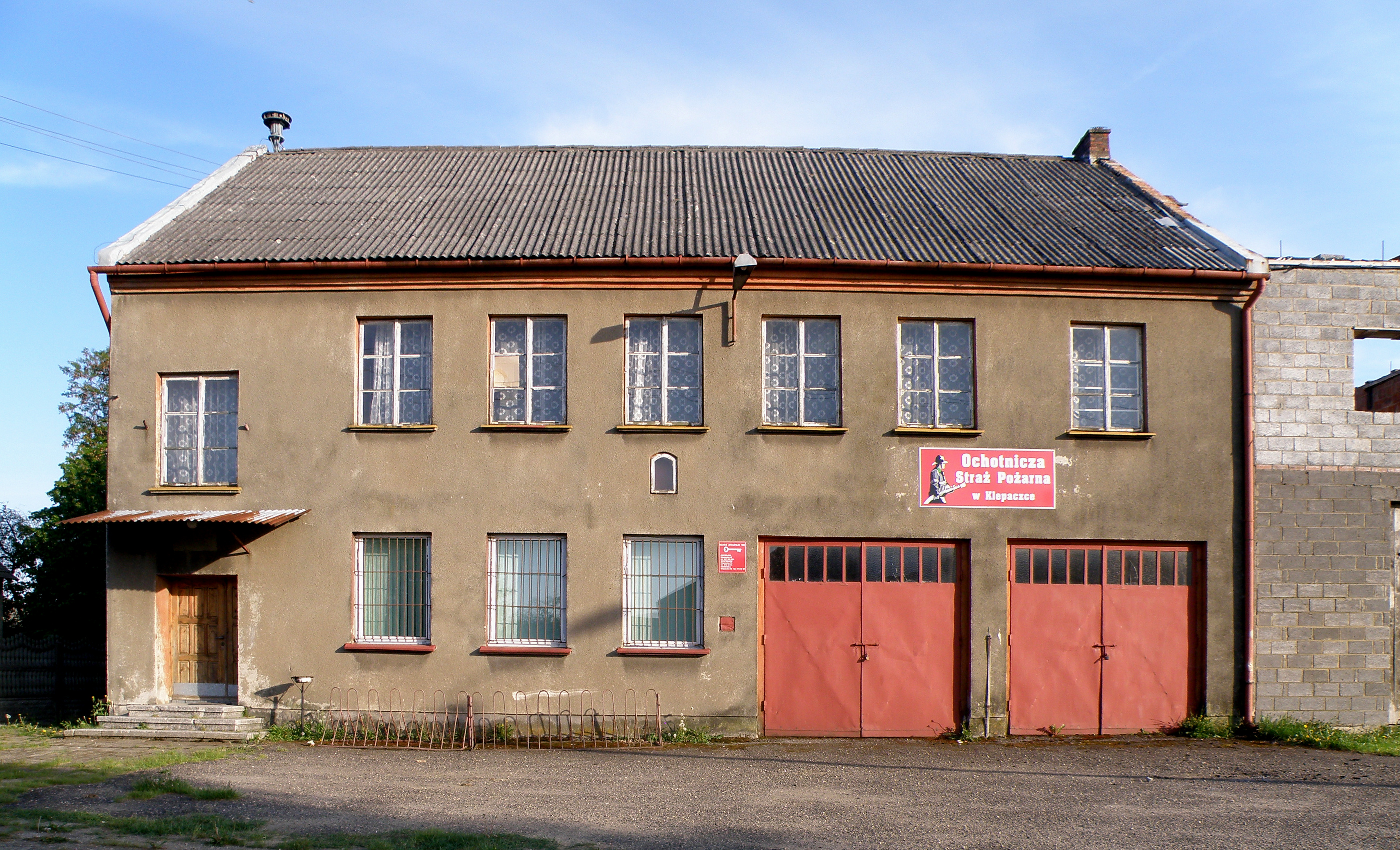
Jednostka Ochotniczej Straży Pożarnej w Klepaczce

Jednostka Ochotniczej Straży Pożarnej powstała w Klepaczce w 1918 roku. Jej założycielem był Roch Krauze. Dwa lata później, w 1920 roku, przy jednostce zorganizowano orkiestrę dętą, która działa nieprzerwanie do dziś i uświetnia uroczystości kościelne i świeckie. W 1952 roku do użytku oddano remizę strażacką.